# Emblyna saylori
Emblyna saylori là một loài nhện trong họ Dictynidae.
Loài này thuộc chi Emblyna. Emblyna saylori được Ralph Vary Chamberlin & Wilton Ivie miêu tả năm 1941.